# 素朴集合論
素朴集合論（そぼくしゅうごうろん、英: Naive set theory）は、数学の基礎論で用いられる集合論の一つである。形式論理を用いて定義される公理的集合論とは異なり、素朴集合論は非形式的に自然言語で定義される。離散数学で馴染み深い数学的集合の側面（たとえば、 ベン図やブール代数に関する記号の取り扱い）を説明するものであり、現代の数学における集合論の概念を日常的に扱うのに十分なものである。
集合は数学において非常に重要である。現代の形式的な扱いでは、ほとんどの数学的対象（数、関係、関数など）は集合の観点から定義される。素朴集合論は多くの目的に十分であると同時に、より形式的な取り扱いへの足がかりとしても有効である。

## 方法
「素朴集合論」という意味での素朴論は、形式化されていない理論、つまり、自然言語を使用して集合と集合の操作を述べる理論である。かつ (and)、または (or)、もし〜ならば (if ... then)、〜でない (not)、 ある〜に対して(for some)、すべての〜に対して (for every) は、通常の数学と同様に扱われる。便利であるため、素朴集合論とその形式主義は、集合論自体のより形式的な設定を含め、より高度な数学でも用いられている。
集合論の最初の発展は素朴集合論であった。19世紀の終わりに、無限集合の研究の一環としてゲオルク・カントールによって構築され、ゴットロープ・フレーゲが自身の著書 Grundgesetze der Arithmetik で発展させた。
素朴集合論は、大きく異なる概念を指し示すことがある。たとえば以下のものである。
- 公理的集合論の非形式的な表現。たとえば、ポール・ハルモスの Naive Set Theoryのようなもの。
- カントールの理論およびその他の非形式的システムの初期・後期版。
- ラッセルのパラドックスを生み出したフレーゲの理論[6]や、ジュゼッペ・ペアノ[7]とリヒャルト・デーデキントの理論など、明らかに矛盾した理論（公理的かどうかにかかわらず）。

### パラドックス
任意の性質を用いて、制限なしに集合を構築できるという仮定は、パラドックスにつながる。一般的な例に、ラッセルのパラドックスがある。「自分自身を含まないすべての集合」で構成される集合は存在しない。したがって、素朴集合論を無矛盾なシステムとするためには、集合を構成するために使う原理に対して制限をかける必要がある。

### カントールの理論
ゲオルク・カントールの集合論は、実際には集合論のパラドックスと関係ないと考える者もいる（Frápolli1991を参照）。これを確実に判断するのが難しい理由の一つは、カントールがシステムの公理化を行わなかったためである。 1899年までに、カントールは自身の理論の無制限の内包によっていくつかのパラドックス、たとえばカントールのパラドックスやブラリ＝フォルティのパラドックスが生じることに気づいていたが、それらが自身の理論の評価を下げるとは思っていなかった。カントールのパラドックスは、実際には上記の（誤った）仮定（任意の性質 P(x) を用いて集合を構成できること）と P(x) =「x は基数」を用いて導出できる。フレーゲは、素朴集合論の形式化された版を解釈できる理論を明示的に公理化した。バートランド・ラッセルがパラドックスを提示したときに実際に取り上げたのはこの形式理論であり、必ずしも（前述の通りパラドックスに気づいていた）カントールの理論ではなかった。もっとも、おそらく念頭に置いていただろう。

### 公理的理論
公理的集合論は、どの操作がいつ許可されるかを正確に定めることを目的として、集合を理解するこれらの初期の試みに応えて開発された。

### 無矛盾性
素朴集合論は、考慮できる集合を正しく指定していれば、必ずしも矛盾を生じるわけではない。これは、暗黙の公理である定義によって行うことができる。ハルモスの Naive Set Theory の場合のように、すべての公理を明示的に述べることができるが、これは実際には通常の公理的ツェルメロ＝フレンケル集合論の非形式な表現となる。言語と表記法が通常の非形式的な数学のものであり、公理系の無矛盾性や完全性を扱っていないという点で、素朴集合論は「素朴」である。
同様に、公理的集合論は必ずしも無矛盾というわけではなく、必ずしもパラドックスがないわけではない。ゲーデルの不完全性定理から、十分に複雑な一階述語論理システム（最も一般的な公理的集合論を含む）は、実際には無矛盾だとしても、理論自体の中から無矛盾性を証明できない。ただし、一般的な公理系は一般的に無矛盾と考えられている。これらの公理によって、ラッセルのパラドックスのようないくつかのパラドックスは排除されるためである。ゲーデルの定理に基づくと、これらの理論や一階述語論理の集合論にパラドックスが一切なくても、無矛盾性はわかっていないどころか、わかるものでもない。
素朴集合論という用語は、現代の公理的集合論の非形式的版ではなく、フレーゲとカントールによって研究された集合論を指して、今日でも一部の文献で用いられている。

### 利用
公理的アプローチと他のアプローチのどちらを選ぶかは、主に利便性の問題である。日常の数学では、公理的集合論を非形式的に使うが最善の選択かもしれない。特定の公理への言及は、通常、慣例的に必要になったときにのみ生じる。たとえば、選択公理は、使用時に言及されることがよくある。同様に、形式的な証明は、例外的な状況によって保証された場合にのみ生じる。このような非形式的な公理的集合論の扱いは、以下に概説するように、（表記法によっては）素朴集合論の見た目そのものとなる。非形式的なものでは（ほとんどの主張、証明、および議論の定式化において）読み書きがかなり簡単になり、厳密に形式的なアプローチよりも誤りが起こりにくい。

## 集合、帰属関係、同一性
素朴集合論では、集合は明確に定義された対象の集まりとして記述される。これらの対象は、集合の要素または元と呼ばれる。対象は、数字、人、その他の集合など、何でもかまわない。たとえば、4はすべての偶数の整数の集合の元である。明らかに、偶数の集合は無限に大きいが、集合が有限である必要はない。

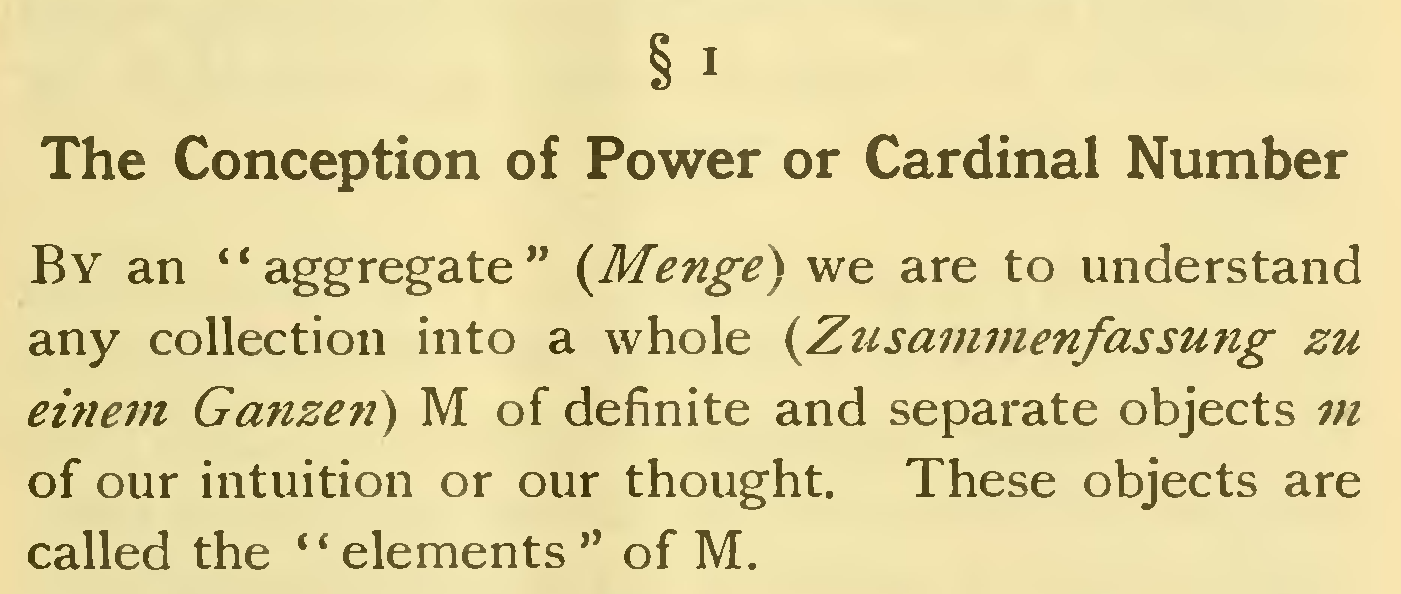
ゲオルク・カントールのもとの集合定義

集合の定義はカントールに戻る。彼は1915年の記事Beiträge zur Begründung der transfiniten Mengenlehre に次のように述べている。
“Unter einer 'Menge' verstehen wir jede Zusammenfassung M von bestimmten wohlunterschiedenen Objekten unserer Anschauung oder unseres Denkens (welche die 'Elemente' von M genannt werden) zu einem Ganzen.” – Georg Cantor

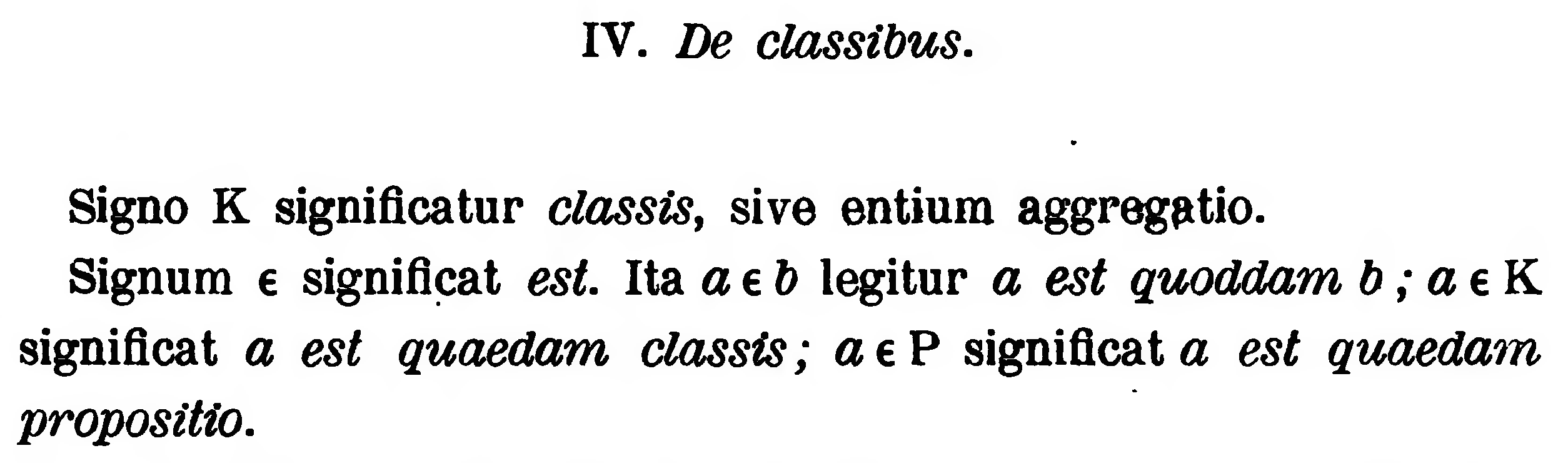
ジュゼッペ・ペアノの著書Arithmetices principia nova methodo expositaでの記号ϵの最初の使用法。

「集合とは、集合の要素と呼ばれる、我々の知覚または思考の明確で明確な対象の全体に集まったものである。」 – ゲオルク・カントール

### 無矛盾性に関する注意
この定義から、集合がどのように形成されるか、および集合に対するどの操作が再び集合を生成するかはわからない。 「明確に定義された対象の集まり」の「明確に定義された」という用語は、それ自体では、集合を構成するものと構成しないものの無矛盾性と明確性を保証することはできない。これを達成しようとすると、公理的集合論または公理的クラス論の領域になる。
この文脈では、特定の公理的理論から導き出されていない（そして暗示されていない）、非公式に定式化された集合論での問題は、大きく異なる形式化がなされた版がありうるということである。これらは集合も新しい集合がどのように構成されうるかを定めるルールについても異なるが、すべてもとの非形式的な定義に準拠している。たとえば、カントールの逐語的な定義は、集合を構成するものをかなり自由に定義できる。一方、カントールが猫や犬を含む集合に特に関心を持っていた可能性は低く、純粋に数学的な対象を含む集合にのみ関心があった。このような集合のクラスの例は、フォン・ノイマン宇宙である。しかし、考えている集合のクラスを修正する場合でも、パラドックスを巻き込むことなく集合を構成するために、どのルールが許可されるかは必ずしも明確ではない。
以下の説明を修正する目的で、「明確に定義された(well-defined)」という用語は、むしろ、矛盾を除くための暗黙的または明示的なルール（公理または定義）を用いる意図として解釈されるべきである。この目的は、多くの場合深く困難な無矛盾性の問題を、普通はより単純なコンテキストから切り離すことにある。ゲーデルの第二不完全性定理のため、考えられるすべての矛盾（パラドックス）の明示的な除外は、とにかく公理的集合論では達成できない。したがってこれは、以下で検討するコンテキストにおいて、単純な公理的集合論と比べたときに素朴集合論の有用性を阻害するものではなく、単に議論を単純化するだけである。これ以降、特別な言及がない限り、無矛盾性は保証されるとみなす。

### 帰属関係
x が集合 A の要素である場合、 x は A に属している、または x は A に含まれると表現する。これは x ∈ A で表される。記号 ∈ は、1889年にジュゼッペ・ペアノによって導入された、ギリシャ文字の小文字のイプシロン「ε」から派生したもので、 ἐστί （「is」の意味）という単語の最初の文字である。記号 ∉ は、x ∉ A という表記でよく用いられ「x は A に含まれない」という意味になる。

### 同一性
2つの集合 A と B は、まったく同じ要素を持っている場合、つまり、A のすべての要素が B の要素であり、B のすべての要素が A の要素である場合に等しいと定義される（外延性の公理を参照）。したがって、集合はその要素によって完全に定まる。たとえば、要素 2, 3, 5 の集合は、6未満のすべての素数の集合と同じである。集合 A と B が等しい場合、これは記号としては普通と同じく A = B と表される。

### 空集合
空集合は多くの場合 Ø で示され、場合によっては {\displaystyle \{\}} で表されるが、これは要素がまったくない集合である。集合はその要素によって完全に定まるため、空集合は1種類だけである（空集合の公理を参照）。空集合には要素がないが、他の集合の要素である可能性はある。したがって、前者には要素がなく、後者には1つの要素があるため、 Ø ≠ {Ø} である。数学においては、検討すべき唯一の集合を、空集合だけから構築することができる。

## 集合の特定
集合を表す最も簡単な方法は、その要素を列挙する方法である（集合の外延的な定義として知られる）。したがって {1, 2} は要素が 1 と 2だけである集合を表す（対の公理を参照）。以下の点に注意せよ（これらは、前節での同一性の定義の結果である）。
- 要素の順序は区別しない。たとえば、{1, 2} = {2, 1} 。
- 要素の繰り返し（多重度）は区別しない。たとえば、 {1, 2, 2} = {1, 1, 1, 2} = {1, 2}。

{ dogs } という表記ですべての犬の集合を示すように、表記が非形式的に濫用される可能性があるが、この場合はふつう、数学者は「単一の要素 "dogs" を含む集合」と解釈する。
この表記の極端な（しかし正しい）例は {\displaystyle \{\}} で、これは空集合を表す。
表記 {x : P(x)} や {x | P(x)} は、条件 P を満たす対象すべてを含む集合を示すのに用いられる（集合の内延的な定義として知られる）。たとえば、 {x : x ∈ R}は実数の集合を、{x : x は金髪である} は金髪であるすべてのものの集合を表す。
この表記法は、集合の内包的表記法（または、特に関数型プログラミングの文脈では「集合の内包」）と呼ばれる。集合の内包的記法のいくつかの変形は次のとおり。
- {x ∈ A : P(x)} はすべての x がすでに A の要素であり、かつ x が条件 P を満たす集合を表す。たとえば、Z を整数の集合とすると、{x ∈ Z : x は偶数} はすべての偶数の整数の集合となる（分出公理を参照）。
- {F(x) : x ∈ A} は集合 A の元を式 F に与えて得られる、すべての対象からなる集合を表す。例えば、 {2x : x ∈ Z} は上と同様に偶数の集合を表す（置換公理を参照）。
- {F(x) : P(x)} は集合の内包的表記法として最も一般的な形式である。例えば、{ x の飼い主 : x は犬 } はすべての犬の飼い主の集合となる。

## 部分集合
2つの集合 A と B が与えられたとき、A のすべての要素が B の要素でもある場合、A は B の部分集合である。特に、各集合 B はそれ自体の部分集合である。B と等しくない B の部分集合は、真部分集合と呼ぶ。
A が B の部分集合である場合、B は A の上位集合（スーパーセット）である、A は B に含まれる、または B には A が含まれるとも言える。記号上は、 A ⊆ B が A が B の部分集合であることを意味し、B ⊇ A は B が A の上位集合であることを意味する。部分集合に記号 ⊂ と ⊃ を用いる著者もいれば、これらの記号を真部分集合にのみ用いる著者もいる。わかりやすくするために、記号 ⊊ と ⊋ を明示的に用いて、等しくないことを示すことができる。
例として、R を実数の集合、 Z を整数の集合、O を奇数の整数の集合、 P を現在または過去の米国大統領の集合とする。その場合、O は Z の部分集合であり、Z は R の部分集合であり、（したがって）O は R の部分集合であり、これらはいずれの場合も部分集合が真部分集合として解釈されうる。ただし、すべての集合がこのように比較できるわけではなく、例えば、 R が P の部分集合であったり、P が R の部分集合であったりするわけではない。
2つの集合 A と B が与えられたときに「A = B ならば、そしてその場合に限り A ⊆ BとB ⊆ A である」ということは、前述の集合の同一性の定義からすぐにわかる。実際、これがしばしば同一性の定義として与えられる。また、2つの集合が等しいことを証明するとすれば、普通は上記の2つの包含関係を示すことを目的としている。空集合はすべての集合の部分集合である（空集合のすべての要素が任意の集合 A の要素でもあるという命題は空虚な真である）。
特定の集合 A のすべての部分集合の集合は、 A のべき集合と呼ばれ、 {\displaystyle 2^{A}} 、{\displaystyle P(A)} 、あるいはスクリプトフォントを用いて {\displaystyle {\mathcal {P}}(A)} のように表される。集合 A に n 個の要素がある場合、{\displaystyle P(A)} は {\displaystyle 2^{n}} 個の要素を持つ。

## 普遍集合と絶対補集合
特定の状況では、考えているすべての集合を、特定の普遍集合の部分集合と見なすことができる。たとえば、実数 R （および R の部分集合）の性質を調べる場合、 R は普遍集合と見なせる。真の普遍集合は標準集合論には含まれていないが（以下のパラドックスを参照）、一部の非標準集合論には含まれている。
普遍集合 U と U の部分集合 A が与えられると、A の補集合（U の部分集合）は次のように定義される。
AC ：= { x ∈ U ： x ∉ A }
言い換えると、 AC （ "A-complement"。場合によっては単にA' （"A-prime"））は、 A の要素ではない U のすべての要素の集合である。したがって、前節で定義されているように R, Z, O を用いると、 Z が普遍集合である場合、OC は偶数の整数の集合であり、 R が普遍集合である場合、OC は偶数の整数であるか整数ではないすべての実数の集合となる。

## 和集合、交差、および相対補集合
2つの集合 A と B が与えられたとき、それらの和集合は、A または B 、あるいはその両方の要素であるすべての対象で構成される集合であり（和集合の公理を参照）、A ∪ B で表される。
A と B の共通部分は、 A と B の両方にあるすべての対象の集合であり、A ∩ B で表される。
最後に、 A に対する B の相対補集合（A と B の差集合とも呼ばれる）は、 A に属するが B には属さないすべての対象の集合であり、 A \ B や A − B で表される。
記号的には、これらはそれぞれ以下のように表される
A ∪ B := {x : (x ∈ A) or(x ∈ B)}
A ∩ B := {x : (x ∈ A) and(x ∈ B)} = {x ∈ A : x ∈ B } = {x ∈ B : x ∈ A}
A \ B := {x : (x ∈ A) and not(x ∈ B)} = {x ∈ A : not( x ∈ B )}
A \ B が意味あるものとするために、集合 B が A の部分集合である必要はない。これは、相対補集合と前節における絶対補集合（ AC = U \ A ）の違いである。
これらの概念を説明するために、A を左利きの人の集合とし、B を金髪の人の集合とする。すると A ∩ B はすべての左利きの金髪の人の集合であり、Aは ∪ Bは、左利きまたは金髪、あるいはその両方のすべての人の集合である。一方、A \ B は左利きであるが金髪ではないすべての人の集合であり、 B \ A は、金髪だが左利きではないすべての人の集合となる。
ここで、E をすべての人の集合とし、F を1000年以上生きているすべての生物の集合とする。この場合 E ∩ F はどうなるだろうか？ 1000歳以上の生きている人間はいないので、 E ∩ F は空集合{}でなければならない。
任意の集合 A について、べき集合 {\displaystyle P(A)} は、和集合と共通部分の演算の下でブール代数をなす。

## 順序対とデカルト積
直感的には、順序対は、1つが最初の要素として、もう1つが2番目の要素として区別できるような2つの対象の集まりである。2つの順序対について、最初の要素が等しくかつ2番目の要素が等しいとき、またそのときに限って2つの順序対は等しい。
形式的には、通常は (a, b) で表される第1座標 a と第2座標 b の順序対は、集合 {{a}, {a, b}} で表される。
したがって、2つの順序対 (a, b) と (c, d) は、a = c かつ b = d のとき、またそのときに限って等しい。
あるいは、順序対は形式的に全順序を持つ集合 {a, b} と考えることができる。
（表記 (a, b) は、実数直線上の開区間を表すのにも用いられるが、文脈上どの意味が意図されているかを明らかにする必要がある。表記 ]a, b[ で開区間を、(a, b) で順序対を表すように区別することもある）。
A と B を集合とすると、デカルト積（または単に積）は次のように定義される。
A × B = {(a, b) : a は A に含まれ、 b は B に含まれる}。
つまり、 A × Bは、最初の座標が A の要素であり、2番目の座標が B の要素であるすべての順序対の集合である。
この定義は順序付けられた3つ組の集合 A × B × C に拡張でき、より一般に任意の正の整数 n の順序付けられた n-タプルの集合にも拡張できる。無限デカルト積を定義することも可能だが、これには積のより厳密な定義が必要である。
デカルト積は、解析幾何学の文脈でルネ・デカルトによって最初に導入された。 R がすべての実数の集合を表すとすると、 R2 := R × R はユークリッド平面を表し、 R3 := R × R × R は3次元ユークリッド空間を表す。

## 初期の集合論におけるパラドックス
無制限の内包公理と呼ばれる集合の無制限の構成原理がある。
P を性質とすると、集合 Y = {x : P(x)} が存在する。(偽)
これは、初期に現れるパラドックスの原因になっていた。
- Y = {x : x は順序数} から1897年にブラリ＝フォルティのパラドックスが導出された。二律背反の最初の例である。
- Y = {x : x は濃度} から1897年にカントールのパラドックスが導出された[8]。
- Y = {x : {} = {}} から1899年にカントールの第二の二律背反(Cantor's second antinomy) が導出された[10]。ここで性質 P はどんな x であってもすべての x に対して真であり、それ故に Y はすべてを含む普遍集合となる。
- Y = {x : x ∉ x} つまり自身を要素に含まないすべての集合の集合から、1902年にラッセルのパラドックスが導出された。

無制限の内包公理が分出公理または分離公理に弱められた場合、上記のパラドックスはすべて解消する。 
P を性質とすると、任意の集合 X に対して集合 Y = {x ∈ X : P(x)} が存在する。
この命題には系が存在する。理論の公理として分離公理を用いると、理論の定理は次のようになる。
全集合の集合は存在しない。
または、もっと壮観に（ハルモスのことばで言えば ）宇宙は存在しない。証明：宇宙が存在すると仮定し、それを U とする。ここで、 X = U で分離公理を適用し、 P(x) に x ∉ x を用いる。これはラッセルのパラドックスに再びつながる。したがって、 U はこの理論に存在することはできない。（証明終）
上記の構造に関連するのは、集合の構成である。
- Y = {x : (x ∈ x) → {} ≠ {}}

ここで、含意に続く言明は確かに偽である。Y の定義から、通常の推論規則（および以下のリンクされた記事の証明を読むときの補足）を用いて、Y ∈ Y → {} ≠ {} と Y ∈ Y の両方が成り立つため、ゆえに {} ≠ {} が成り立つ。これはカリーのパラドックスである。
問題となるのは（おそらく驚くべきことに） x ∈ x の如何ではない。これもまた、 P(x) を (x ∈ x) → {} ≠ {} と置くことを認める無制限の内包公理である。無制限の内包公理の代わりに分出公理を用いると、結論 Y ∈ Y が成り立たず、したがって {} ≠ {} は論理的帰結ではなくなる。
それにもかかわらず、正則性公理の成立を要求することによって、x ∈ x の可能性は明示的に除去されるか、またはたとえばZFCでは暗黙的に除去されることがよくある。その結果の1つは以下の命題である。
 X ∈ X となる集合 X は存在しない
つまり、集合はそれ自体の要素ではない。
上記の通常の操作と構造で集合論を展開するには、分離公理は単純に弱すぎる（一方、無制限の内包は非常に強力な公理であり、集合論には強すぎる）。正則性公理も制限的な性質のものである。したがって、集合論を構成するのに十分な集合の存在を保証するために、他の公理を定式化することになる。これらのいくつかは上記で非形式的に説明されており、他の多くも可能である。ただし、考えられるすべての公理を自由に組み合わせて無矛盾な理論にできるわけではない。たとえばZFCの選択公理は、「実数のすべての集合はルベーグ可測である」という命題とは相反する。選択公理はこの命題が偽であることを含意する。